# Bernard Andrieu
Pour les articles homonymes, voir Bernard Andrieu (acteur) et Andrieu.
Bernard Andrieu, philosophe, né le 24 décembre 1959 à Agen, est un professeur en STAPS à l'université Paris-Descartes depuis le 1er septembre 2015.
Philosophe du corps, il publie des travaux d'histoire des pratiques corporelles (comme le bronzage, le toucher, le vivant, les prématurés, le plein air, l'immersion, le vertige circassien, l'hybridation ou les cultes du corps), de philosophie du sport, et établit une écologie corporelle. Il développe une émersiologie du corps vivant dans la conscience du corps vécu. Il défend la thèse selon laquelle le corps possède une vie qui lui est propre, autonome, en dessous des seuils de conscience : l'émersiologie consiste pour la conscience à recevoir ce qui provient de ce corps vivant d'une manière ascendante, plutôt que pour la conscience de chercher à habiter classiquement son corps dans une approche descendante.

## Biographie
Formé dans les années 1980 à Bordeaux en phénoménologie, psychanalyse, primatologie et neurosciences, il soutient sa thèse en philosophie sur le thème de la neurophilosophie publiée chez Presses universitaires de France sous la direction de Dominique Lecourt. Il a publié des inédits sur le physicalisme en philosophie du corps et histoire du cerveau psychologique de Herbert Feigl, Karl Popper, Rudolf Carnap, Noam Chomsky, Alfred Binet, Henri-Étienne Beaunis, Ambroise-Auguste Liebeault, Edmond Desbonnet. Il développe une réflexion sur les techniques du corps (hybridation, immersion, incorporation, prothèses) dans l'autonomie du sujet dans la santé (récit de malades, toucher, autosanté), le self-help et l'agentivité du corps en 1er personne (handicap, récit de soi, go-pro), mais aussi les médecines du bien-être, la philosophie et l'éthique du sport. Il définit une écologie corporelle à travers l'immersion dans le corps et des corps dans les éléments. Il développe également sa réflexion sur les arts immersifs (art du cirques, dispositifs immersifs, Brain-Interface Machine, orgasme, vertige, osmose dans la nature)[pas clair].
De 1999 à 2004, il a été maître de conférences en épistémologie à l'institut universitaire de formation des maîtres de Lorraine et chercheur aux Archives Poincaré de l'université Nancy-II.
De 2005 à 2014, il était professeur en Épistémologie du corps et des pratiques corporelles à la faculté du sport à l'université Nancy 1,. Il était alors directeur du master STAPS Nancy-Metz et du Parcours Autonomisation des personnes en situation de handicap par les activités physiques adaptées. Il a appartenu du 1er septembre 1999 au 15 avril 2011 au Laboratoire d'histoire des sciences et de philosophie Archives Poincaré Nancy-Université.
Il a été ensuite à l'Université de Rouen et chercheur au CETAPS (Centre d'études des transformations des activités physiques et sportives) de 2014 à 2015.
Il est membre associé à l’Unité mixte de recherche Anthropologie Bioculturelle du CNRS sur le thème de l'anthropologie du corps et de la santé. Il est le fondateur des Archives Alfred Binet, du blog du corps et dirige les collections "Épistémologie du corps" aux Presses universitaires de Lorraine et "Mouvements des savoirs" chez L'Harmattan. Il co-dirige depuis 2014 avec Olivier Sirost la collection aux Presses universitaires de Rouen et du Havre « Écologie corporelle et Environnements sports ». Il est codirecteur de la revue interdisciplinaire Corps (éd. CNRS/ Cairn) et de la revue Recherches & Éducations (OpenEditions) publiée par la Société Binet-Simon qu'il préside depuis le 13 septembre 2013.

## Accusations de plagiat
Bernard Andrieu a fait, à plusieurs reprises, l'objet d’accusations de plagiat, que ce soit pour son livre Toucher. Se soigner par le corps, ou pour un article sur la thérapie corporelle en eau froide paru en 2008.

### Ouvrages scientifiques sur l'histoire du cerveau-corps esprit
- 2019 : avec Sylvain Hanneton et Pauline Maillot, Intellectica no 71 : « L'Activation de son corps vivant. Émersions, hybridations, remédiations »
- 2015 : Naissance des prématurés : De Baudelocque à Port Royal 1942-1985  (préf. Jean Gayon, postface Daniel Mellier), Le Havre, Presses universitaires de Rouen
- 2011 : Alain Berthoz (dir.) et Bernard Andrieu (dir.), Le Corps en acte : Centenaire Maurice Merleau-Ponty, Presses universitaires de Nancy
- 2010 : Le Monde corporel, préface d'Alain Berthoz (Collège de France), Lausanne, L’Âge d'Homme
- 2003 : Le Laboratoire du cerveau psychologique. Histoire et modèles, Paris, éditions du CNRS, 320 p.
- 2002 : L'Invention du cerveau. Une anthologie des neurosciences, Agora Press Pocket, no 233
- 2002 : La Chair du cerveau. Philosophie et Biologie de la cognition, Liège, Sils Maria, 227 p.
- 2002 : « Le corps pensant », Revue internationale de philosophie, vol. 222, no 4,‎ 2002[9]
- 2000 : Le Cerveau : Essai sur le corps pensant  (épuisé), Paris, Hatier, coll. « Optiques », 80 p.
- 1998 : La Neurophilosophie, Paris, PUF, coll. « Que sais-je ? » (no 3373), 130 p (rééed 2007)
- 1993 : Le Cerveau, la Machine-pensée, éd GRT/L’Harmattan

### Ouvrages sur l'émersiologie
- 2018 : La langue du corps vivant. Émersiologie 2, Paris, Vrin
- 2017 : Apprendre de son corps. Une méthode émersiologique au Cnac, Presses universitaires de Rouen
- 2017 : codirigé avec Petrucia da Nobrega, Au travers du vivant. Dans l'esthésiologie, l'émersiologie, Paris, L'Harmattan
- 2016 : Sentir son corps vivant. Émersiologie 1, Paris, Vrin
- 2013 : codirigé avec François Félix, Quel physicalisme ?, Lausanne, L'Âge d'homme
- 2011 : K. Popper, Questions de méthode en psychologie de la santé, introduction et traduction de François Félix, Bernard Andrieu, Lausanne, L'Âge d'homme
- 2011 : R. Carnap, Construction et réalité. Essais sur le physicalisme 1922-1955, intro et trad. François Felix, Christine Lafon, Bernard Andrieu, Lausanne, éd. l'Âge d'homme
- 2006 : H. Feigl, de la physique au mental, trad. avec Christine Lafon, Paris, éd. Vrin
- 2002 : H. Feigl, Le mental et le physique [1958. 1967], Paris, L’Harmattan, préf. Pr C.W. Savage, Université de Minneapolis

### Ouvrages sur le corps, le sport, la santé & le bien-être
- 2019 : Histoire du sport-santé.Du naturisme à l'éveil. PURH
- 2017 : eds avec Luc Collard Apprendre de ses gestes. De la santé motrice au bien-être, Paris, L'Harmattan
- 2017 : ed. Ethique du sport, Paris, Vrin
- 2016 : Malade, encore vivant, Dijon, ed. Le Murmure
- 2015 : ed., Vocabulaire International de philosophie du sport, 2 tomes, Paris, Ed. L'Harmattan, 1 200 p., 80 contributeurs
- 2014 : eds avec Nicolas Burel & Aline Paintendre, Un corps pour enseigner, Paris Ed. L'Harmattan
- 2014 : eds., Ma gymnastique des organes. Archives d'Emond Desbonnet, Paris, éd. L'Harmattan (eds. Olivier Sirost, Betty Lefevre, Gilbert Andrieu)
- 2013 : ed. Éthique du sport. Normes et agentivité, Lausanne, Ed. L'Âge d'homme (avec la coordination éditoriale de François Félix), Préface Mike McNamee 800 pages, 80 auteurs, Index nominum[10],[11]
- 2012 : L'autosanté. Vers une médecine réflexive, Paris Armand Colin, coll. « Recherches ». Préface Christian Hervé
- 2008 : Toucher. Se soigner par le corps, Paris, Les Belles Lettres, coll. « Médecine et sciences humaines ». Préf. David Le Breton[12]
- 2003 : Le Somaphore. Naissance du sujet biotechnologique, Liège, éd. Sils Maria, 230 p.
- 1999 : Médecin de son corps, préf. François Dagognet, Paris, PUF, coll. « Médecine et société », no 10, 127 p. (épuisé)

### Ouvrages sur l'épistémologie du corps et encyclopédie des somaticiens
- 2018 : Ludocic Teveze et Agnès Pacquelin, Enseigner le corps. Prescriptions, débats et expérimentations de 1880 à nos jours, Paris, Dossier EPS no 86
- 2017 : eds avec Pétrucia da Nobrega. Somaticiens 1. Avec son corps vivant, Paris, L'harmattan, 50 contributeurs
- 2017 : eds.,Le Dictionnaire du corps en SHS, Paris, éd. CNRS (3 éd. avec Gilles Boetsch)
- 2013 : eds., Corps du monde. Atlas des cultures corporelles, Paris, Armand Colin (45 auteurs)[13]
- 2011 : ed., Le Corps du chercheur. Une méthode immersive, Presses Universitaires de Nancy
- 2006 : Le Dictionnaire du corps en SHS, Paris, éd. CNRS (2e éd. avec Gilles Boetsch en 2008)
- 2006 : Corpus international thématique des recherches SHS sur le corps (en ligne sur le site du corps)
- 2005 : À la recherche du corps. Épistémologie de la recherche française en Sciences Humaines et Sociales, Presses universitaires de Nancy, préface Gilles Boëtsch (DR CNRS), 180 p.
- 2002 : L’Interprétation des gènes. Un exemple de confusion des savoirs, Paris, éd. L'Harmattan, 180 p.
- 1999 : L’Homme naturel. La fin promise des sciences humaines, Préf. Guy Avanzini, Presses universitaires de Lyon, 300 p. (épuisé)
- 1993 : Le Corps dispersé. Une histoire du corps au XXe siècle, Paris, L'Harmattan, 450 p. 2e éd. 1996. 3e éd., 2000

### Ouvrages sur l'écologie corporelle et la cosmotique immersive
- 2018 : eds avec Jim Parry, Olivier Sirost, Alessandro Porrovecchio, Body Ecology & Emersive Leisures, Routledge
- 2017 : eds avec Sigmund Loland Body ecology & Emersive Leisures, dans Leisures & Society, 40.1, Ed Taylor & Francis
- 2017 : Se fondre dans la nature. Cosmotique 1, Montréal, Ed Liber
- 2017 : L'écologie corporelle. T.1 Bien être et cosmos ; T.2 Emersio du vivant et Techniques écologiques, Paris, L'Harmattan
- 2014 : Donner le vertige. Les arts immersifs Préface Jean-François Chassaye, Montréal, ed. Liber
- 2014 : eds. Avec Anais Bernard Manifeste des arts immersifs, Presses Universitaires de Lorraine
- 2013 : La peur de l'orgasme, Paris, ed Le Murmure[14]
- 2013 : eds., Quelle expérience corporelle ?, Afraps, 80 collaborateurs
- 2011 : L'écologie corporelle , 4 tomes, Paris, Atlantica/Seguier/Musée national du sport, préface Olivier Sirost et Jean Corneloup
- 2011 : Un goût de terre, Paris, Atlantica/seguier/Musée national du sport. Préface Jean Corneloup[15]
- 2011 : En plein soleil, Atlantica/seguier/Musée national du sport, préface Olivier Sirost
- 2010 : Bien dans l'eau. Vers l'immersion, Atlantica/seguier/Musée national du sport. Préface Thierry Terret
- 2009 : Prendre l’air. Vers l'écologie corporelle, Atlantica/Seguier/Musée national du sport, préface Pierre Parlebas
- 2008 :  L’Invention du bronzage. Une histoire du soleil et de la peau, Paris, éd. CNRS, préface Nadine Pomarède[16]

### Ouvrages sur la philosophie du corps
- 2018 : Learning from your Body. An emersive method at the Cnac, trad. anglaise d'Apprendre de son corps (2017), PURH
- 2017 : Rester beau, Dijon, Ed Le murmure
- 2016 : La carte du père. Système de réflexion concave, Ed. bilingue français/brésilien, traduction et préface Petrucia da Nobrega, préface Joel Bernat et Iraquitan Oliviera Camiha, Ed. UFRNatal
- 2015 : Dans le corps de ma mère/No corpo de mihna mae, Ed. bilingue français/brésilien, traduction et préface Petrucia da Nobrega, Ed. UFRNatal
- 2014 : Introduction du livre La Belle et la Bête, Paris, Ed. Payot
- 2011 : Les Avatars du corps. Hybridités et Somatechnies, Montréal, éd. Liber[17]
- 2010 : Philosophie du corps, Paris, éd. Vrin[18]
- 2008 : Devenir hybride, Presses universitaires de Nancy, préface de Stelarc
- 2008 : Mutations sensorielles, Maxeville, éd. Le mort qui trompe
- 2004 : Être touché. Sur l'haptophobie contemporaine, Nancy. éd. La Maison close. 2e éd. 2006
- 2004 : Le seul crime réel de l'homme serait de troubler l'ordre de la nature, Sade, Nantes, éd. Pleins feux, coll. « Variation », 50 p.
- 2004 : Le Corps en liberté. Illusion ou invention du sujet, Bruxelles, éd. Labor/Espace de Libertés, coll. « Liberté j'écris ton nom », 98 p[19].
- 2002 : La Nouvelle Philosophie du corps, éd. Erès, coll. « Philosophies », 200 p. Traduction brésilienne, Novo filosofo do corpo, éd. Piaget (2004)
- 2000 : Un corps à soi. Critique du masochisme, éd. Euredit, 2000, 80 p.
- 1998 : Les Plaisirs de la chair, Une philosophie politique des corps Paris, Le Temps des cerises, 200 p.
- 1994 : Les Cultes du corps. Éthique et Sciences, Paris, L'Harmattan, 300 p.

### Archives Alfred Binet, Henri Beaunis, Auguste Liebeault & Corps capacitaire
- 2019 : eds Binet à la Bnf. Outils et expérimentations, Recherches & Educations HS
- 2017 : Le corps capacitaire, P.U. Paris Ouest Ins Hea
- 2017 : eds avec Jacqueline Descarpentries, Capaciter son corps, Recherches & Éducations
- 2013 : La psychologie des cancres, Recherches & Éducations, no 8
- 2011 : Notes sur "L'Étude expérimentale de l'intelligence", n° spécial Recherches & éducations/Société Binet-Simon
- 2011 : Le Journal de Madeleine Binet, éd. Société Binet Simon
- 2009 : A. Binet, De la perception à la cognition, Lyon, éd. Chronique sociale
- 2008 : Album Liebeault, Presses universitaires de Nancy
- 2008 : Henry Beaunis De Nancy à Paris. 1872-1874, Presses universitaires de Nancy
- 2005 :  La Mesure de l’intelligence. Conférences à la Sorbonne à l’occasion du Centenaire de l’échelle Binet-Simon (1904-2004), sous la direction de Serge Nicolas et B. Andrieu, Paris, éd. L'Harmattan
- 2001 : Alfred Binet, sa vie, son œuvre,, tome 1, vol. 1, Œuvres complètes Alfred Binet, éd. Euredit, 300 p.
- 1995 : La perception extérieure (1887), Mont-de-Marsan, Ed. InterUniversitaires